# آلفرد ایروینگ هالوول
آلفرد ایروینگ هالوول (انگلیسی: Alfred Irving Hallowell; ۲۸ دسامبر ۱۸۹۲ – ۱۰ اکتبر ۱۹۷۴) دانشمند در زمینه انسان‌شناسی اهل ایالات متحده آمریکا بود.
وی همچنین برندهٔ جوایزی همچون کمک‌هزینه گوگنهایم شده‌است.